# Quốc kỳ Montenegro

Quốc kỳ Montenegro

Quốc kỳ Montenegro (tiếng Serbia: Застава Црне Горе) là một lá cờ có nền đỏ với một con đại bàng hai đầu ở trung tâm. 

## Lịch sử

(1852-1876)
(1910-1918 1941-1944)
(1910-1918)
Cộng hòa Nhân dân Montenegro
Cộng hòa xã hội chủ nghĩa Montenegro
Cộng hòa Montenegro (1992-1994)
Cộng hòa Montenegro (1994-2004)
Cộng hòa Montenegro (2004-2006)